# Arcidiocesi della Madre di Dio a Mosca
L'arcidiocesi della Madre di Dio a Mosca (in latino Archidioecesis Moscoviensis Matris Dei) è una sede metropolitana della Chiesa cattolica in Russia. Nel 2021 contava 70.000 fedeli su 58.030.000 abitanti. È retta dall'arcivescovo Paolo Pezzi, F.S.C.B.

## Territorio
L'arcidiocesi comprende un vasto territorio comprensivo della parte centro-settentrionale della Russia europea.
Sede arcivescovile è la città di Mosca, dove si trova la cattedrale dell'Immacolata Concezione.
Il territorio si estende su 2.629.000 km² ed è suddiviso in 60 parrocchie.

## Storia
L'amministrazione apostolica di Mosca dei Latini fu eretta il 13 aprile 1991 con la bolla Providi quae Decessores di papa Giovanni Paolo II, ricavandone il territorio dall'arcidiocesi di Mahilëŭ e dalla diocesi di Tiraspol.
Il 23 novembre 1999 cedette una porzione del suo territorio a vantaggio dell'erezione dell'amministrazione apostolica della Russia Europea Meridionale (oggi diocesi di San Clemente a Saratov) e nel contempo, in forza del decreto Ut spirituali della Congregazione per i vescovi, ha assunto il nome di amministrazione apostolica della Russia Europea Settentrionale.
L'11 febbraio 2002 per effetto della bolla Russiae intra fines dello stesso papa Giovanni Paolo II l'amministrazione apostolica è stata elevata al rango di arcidiocesi metropolitana e ha assunto il nome attuale.
Il 12 ottobre 2004 la Congregazione per il culto divino e la disciplina dei sacramenti ha confermato Maria Santissima Madre di Dio patrona principale dell'arcidiocesi.

## Cronotassi dei vescovi
Si omettono i periodi di sede vacante non superiori ai 2 anni o non storicamente accertati.
- Tadeusz Kondrusiewicz (13 aprile 1991 - 21 settembre 2007 nominato arcivescovo di Minsk-Mahilëŭ)
- Paolo Pezzi, F.S.C.B., dal 21 settembre 2007

## Statistiche
L'arcidiocesi nel 2021 su una popolazione di 58.030.000 persone contava 70.000 battezzati, corrispondenti allo 0,1% del totale.
| anno | popolazione | popolazione | popolazione | presbiteri | presbiteri | presbiteri | presbiteri                | diaconi | religiosi | religiosi | parrocchie |
| anno | battezzati  | totale      | %           | numero     | secolari   | regolari   | battezzati per presbitero | diaconi | uomini    | donne     | parrocchie |
| ---- | ----------- | ----------- | ----------- | ---------- | ---------- | ---------- | ------------------------- | ------- | --------- | --------- | ---------- |
| 1999 | 200.000     | 58.820.000  | 0,3         | 91         | 37         | 54         | 2.197                     | 2       | 82        | 115       | 61         |
| 2001 | 200.000     | 58.820.000  | 0,3         | 109        | 51         | 58         | 1.834                     | 2       | 89        | 115       | 56         |
| 2002 | 200.000     | 58.820.000  | 0,3         | 122        | 57         | 65         | 1.639                     | 1       | 96        | 123       | 58         |
| 2003 | 200.000     | 58.820.000  | 0,3         | 132        | 60         | 72         | 1.515                     | 1       | 15        | 108       | 63         |
| 2004 | 200.000     | 58.820.000  | 0,3         | 137        | 66         | 71         | 1.459                     | 1       | 108       | 129       | 63         |
| 2013 | 200.000     | 58.800.000  | 0,3         | 123        | 47         | 76         | 1.626                     | 1       | 114       | 116       | 62         |
| 2016 | 70.000      | 58.800.000  | 0,1         | 117        | 48         | 69         | 598                       | 1       | 104       | 98        | 62         |
| 2019 | 70.000      | 58.800.000  | 0,1         | 114        | 47         | 67         | 614                       | 1       | 99        | 97        | 51         |
| 2021 | 70.000      | 58.030.000  | 0,1         | 112        | 53         | 59         | 625                       | 1       | 98        | 92        | 60         |